# Туругу
Туругу (устар. Тууручу) — река в Кобяйском улусе Якутии, приток реки Лена. Длина — 63 км. Впадает в Лену справа на расстоянии 1289 км от её устья.

## Данные водного реестра
По данным государственного водного реестра России и геоинформационной системы водохозяйственного районирования территории РФ, подготовленной Федеральным агентством водных ресурсов:
- Бассейновый округ — Ленский
- Речной бассейн — Лена
- Речной подбассейн — Лена между впадением Алдана и Вилюя
- Водохозяйственный участок — Лена от впадения Алдана до впадения Вилюя[2].